# Coming to Terms
Coming to Terms è il primo album del gruppo alternative rock statunitense Carolina Liar, pubblicato il 20 maggio 2008.

## Tracce
1. I'm Not Over – 3:23
2. Coming To Terms – 3:29
3. Last Night – 3:50
4. Show Me What I'm Looking For – 4:02
5. Simple Life – 3:31
6. All That Shit Is Gone – 3:32
7. California Bound – 3:59
8. Done Stealin – 3:38
9. Something to Die For – 3:37
10. Beautiful World – 4:08
11. Better Alone – 3:52
12. When You Are Near – 4:01
13. Open the Door (iTunes Store bonus track) – 4:28
14. Hit Bottom (iTunes Store bonus track) – 4:27
15. Undone (iTunes Store bonus track) – 4:09